# Cave Township (Illinois)
Cave Township est un township du comté de Franklin dans l'Illinois, aux États-Unis,. 